# ريجنالد سميث (لاعب كريكت)
ريجنالد سميث (1 مايو 1868 - 5 أكتوبر 1943) (بالإنجليزية: Reginald Smith)‏ هو لاعب كريكت بريطاني (وحمل سابقاً جنسية المملكة المتحدة لبريطانيا العظمى وأيرلندا).

## وصلات خارجية
- ريجنالد سميث على موقع إي آس بي آن كريك إنفو (الإنجليزية)